# Scrupocellaria unguiculata
Scrupocellaria unguiculata är en mossdjursart som beskrevs av Osburn 1950. Scrupocellaria unguiculata ingår i släktet Scrupocellaria och familjen Candidae. Inga underarter finns listade i Catalogue of Life.